# Kentaro Gunji
Kentaro Gunji (郡司 健太朗 Gunji Kentaro?, nacido el 6 de julio de 1992 en Chiba) es un exfutbolista japonés. Jugaba de delantero y su único club fue el YSCC Yokohama de Japón.

## Trayectoria

### Clubes
| Club          | País  | Año         |
| ------------- | ----- | ----------- |
| YSCC Yokohama | Japón | 2015 - 2016 |

## Estadística de carrera

### J. League
| Club          | Año   | J. League | J. League | Copa J. League | Copa J. League | Total | Total |
| Club          | Año   | Part.     | Goles     | Part.          | Goles          | Part. | Goles |
| ------------- | ----- | --------- | --------- | -------------- | -------------- | ----- | ----- |
| YSCC Yokohama | 2015  | 3         | 0         | -              | -              | 3     | 0     |
| YSCC Yokohama | 2016  | 3         | 0         | -              | -              | 3     | 0     |
| Total         | Total | 6         | 0         | 0              | 0              | 6     | 0     |